# Índice global de felicidad

Mapa con los resultados de la medición de 2023. Los países en verde son los más felices, mientras que los que están coloreados de rojo son los menos felices (los extremos se muestran oscurecidos, siendo los países en verde oscuro los que mejor resultado han obtenido y los países en rojo oscuro los que peor resultado han obtenido).

El índice global de felicidad es una publicación anual de las Naciones Unidas que mide la felicidad en 157 países, basándose en encuestas a ciudadanos donde estos evalúan su propia vida y sus respuestas se relacionan con distintos factores de calidad de vida.
De acuerdo con el índice de 2023, Finlandia es el país más feliz del mundo. Por el contrario, Afganistán se encuentra en el último puesto del índice.

## Índice de 2023
De acuerdo con el índice global de felicidad de 2023, Finlandia es el país más feliz del mundo. Dinamarca, Islandia, Israel y Países Bajos completan los cinco primeros puestos de la tabla.
| N.º | País                            | Puntuación | PIB per cápita | Apoyo sociales | Esperanza de años de vida saludable | Libertad para tomar decisiones vitales | Generosidad | Percepción de la corrupción |
| --- | ------------------------------- | ---------- | -------------- | -------------- | ----------------------------------- | -------------------------------------- | ----------- | --------------------------- |
| 1   | Finlandia                       | 7.804      | 1.888          | 1.585          | 0.535                               | 0.772                                  | 0.126       | 0.535                       |
| 2   | 🇩🇰 Dinamarca                    | 7.654      | 1.798          | 1.491          | 0.567                               | 0.533                                  | 0.101       | 0.157                       |
| 3   | Islandia                        | 7.530      | 1.926          | 1.620          | 0.559                               | 0.738                                  | 0.250       | 0.187                       |
| 4   | Israel                          | 7.473      | 1.833          | 1.521          | 0.577                               | 0.569                                  | 0.124       | 0.158                       |
| 5   | Países Bajos                    | 7.403      | 1.942          | 1.488          | 0.545                               | 0.672                                  | 0.251       | 0.394                       |
| 6   | Suecia                          | 7.395      | 1.921          | 1.510          | 0.562                               | 0.754                                  | 0.225       | 0.520                       |
| 7   | Noruega                         | 7.315      | 1.994          | 1.521          | 0.544                               | 0.752                                  | 0.212       | 0.463                       |
| 8   | Suiza                           | 7.240      | 2.022          | 1.463          | 0.582                               | 0.678                                  | 0.151       | 0.475                       |
| 9   | Luxemburgo                      | 7.228      | 2.200          | 1.357          | 0.549                               | 0.710                                  | 0.149       | 0.418                       |
| 10  | Nueva Zelanda                   | 7.123      | 1.842          | 1.544          | 0.513                               | 0.672                                  | 0.230       | 0.471                       |
| 11  | Austria                         | 7.097      | 1.927          | 1.382          | 0.535                               | 0.630                                  | 0.191       | 0.310                       |
| 12  | Australia                       | 7.095      | 1.899          | 1.497          | 0.532                               | 0.677                                  | 0.242       | 0.310                       |
| 13  | Canadá                          | 6.961      | 1.881          | 1.484          | 0.541                               | 0.656                                  | 0.218       | 0.364                       |
| 14  | Irlanda                         | 6.911      | 2.152          | 1.425          | 0.539                               | 0.656                                  | 0.186       | 0.409                       |
| 15  | Estados Unidos                  | 6.894      | 1.980          | 1.460          | 0.390                               | 0.557                                  | 0.210       | 0.172                       |
| 16  | Alemania                        | 6.892      | 1.919          | 1.401          | 0.539                               | 0.618                                  | 0.153       | 0.365                       |
| 17  | Bélgica                         | 6.859      | 1.907          | 1.449          | 0.528                               | 0.590                                  | 0.137       | 0.273                       |
| 18  | República Checa                 | 6.845      | 1.823          | 1.544          | 0.477                               | 0.693                                  | 0.158       | 0.050                       |
| 19  | Reino Unido                     | 6.796      | 1.857          | 1.366          | 0.511                               | 0.626                                  | 0.272       | 0.340                       |
| 20  | Lituania                        | 6.763      | 1.808          | 1.511          | 0.432                               | 0.487                                  | 0.059       | 0.089                       |
| 21  | Francia                         | 6.661      | 1.856          | 1.433          | 0.566                               | 0.582                                  | 0.083       | 0.270                       |
| 22  | Eslovenia                       | 6.650      | 1.815          | 1.539          | 0.532                               | 0.707                                  | 0.144       | 0.113                       |
| 23  | Costa Rica                      | 6.609      | 1.587          | 1.340          | 0.503                               | 0.683                                  | 0.099       | 0.116                       |
| 24  | Rumanía                         | 6.589      | 1.726          | 1.280          | 0.423                               | 0.631                                  | 0.044       | 0.000                       |
| 25  | Singapur                        | 6.587      | 2.168          | 1.354          | 0.607                               | 0.660                                  | 0.170       | 0.561                       |
| 26  | Emiratos Árabes Unidos          | 6.571      | 2.015          | 1.223          | 0.401                               | 0.745                                  | 0.188       | 0.247                       |
| 27  | Taiwán                          | 6.535      | 1.890          | 1.372          | 0.492                               | 0.562                                  | 0.067       | 0.178                       |
| 28  | Uruguay                         | 6.494      | 1.617          | 1.445          | 0.435                               | 0.683                                  | 0.102       | 0.254                       |
| 29  | Eslovaquia                      | 6.469      | 1.731          | 1.544          | 0.472                               | 0.494                                  | 0.128       | 0.022                       |
| 30  | Arabia Saudí                    | 6.463      | 1.861          | 1.370          | 0.351                               | 0.682                                  | 0.093       | 0.170                       |
| 31  | Estonia                         | 6.455      | 1.798          | 1.526          | 0.494                               | 0.728                                  | 0.153       | 0.372                       |
| 32  | España                          | 6.439      | 1.798          | 1.491          | 0.567                               | 0.533                                  | 0.101       | 0.157                       |
| 33  | Italia                          | 6.405      | 1.832          | 1.365          | 0.559                               | 0.438                                  | 0.097       | 0.063                       |
| 34  | Kosovo                          | 6.368      | 1.374          | 1.269          | 0.372                               | 0.639                                  | 0.275       | 0.045                       |
| 35  | Chile                           | 6.334      | 1.645          | 1.384          | 0.511                               | 0.546                                  | 0.131       | 0.076                       |
| 36  | México                          | 6.330      | 1.550          | 1.169          | 0.389                               | 0.632                                  | 0.086       | 0.115                       |
| 37  | Malta                           | 6.300      | 1.841          | 1.468          | 0.547                               | 0.671                                  | 0.200       | 0.143                       |
| 38  | Panamá                          | 6.265      | 1.714          | 1.402          | 0.475                               | 0.630                                  | 0.065       | 0.036                       |
| 39  | Polonia                         | 6.260      | 1.767          | 1.474          | 0.477                               | 0.511                                  | 0.120       | 0.139                       |
| 40  | Nicaragua                       | 6.259      | 1.109          | 1.292          | 0.385                               | 0.660                                  | 0.148       | 0.218                       |
| 41  | Letonia                         | 6.213      | 1.737          | 1.505          | 0.405                               | 0.580                                  | 0.107       | 0.071                       |
| 42  | Baréin                          | 6.173      | 1.883          | 1.269          | 0.389                               | 0.748                                  | 0.199       | 0.138                       |
| 43  | Guatemala                       | 6.150      | 1.287          | 1.188          | 0.310                               | 0.631                                  | 0.106       | 0.066                       |
| 44  | Kazajistán                      | 6.144      | 1.664          | 1.491          | 0.389                               | 0.628                                  | 0.136       | 0.149                       |
| 45  | Serbia                          | 6.144      | 1.552          | 1.343          | 0.424                               | 0.617                                  | 0.246       | 0.081                       |
| 46  | Chipre                          | 6.130      | 1.824          | 1.224          | 0.580                               | 0.455                                  | 0.104       | 0.050                       |
| 47  | Japón                           | 6.129      | 1.825          | 1.396          | 0.622                               | 0.556                                  | 0.009       | 0.207                       |
| 48  | Croacia                         | 6.125      | 1.727          | 1.455          | 0.475                               | 0.500                                  | 0.087       | 0.003                       |
| 49  | Brasil                          | 6.125      | 1.454          | 1.250          | 0.387                               | 0.558                                  | 0.131       | 0.137                       |
| 50  | El Salvador                     | 6.122      | 1.278          | 1.044          | 0.383                               | 0.713                                  | 0.079       | 0.222                       |
| 51  | Hungría                         | 6.041      | 1.754          | 1.519          | 0.435                               | 0.501                                  | 0.105       | 0.065                       |
| 52  | Argentina                       | 6.024      | 1.590          | 1.388          | 0.427                               | 0.587                                  | 0.088       | 0.082                       |
| 53  | Honduras                        | 6.023      | 1.115          | 1.072          | 0.341                               | 0.613                                  | 0.189       | 0.062                       |
| 54  | Uzbekistán                      | 6.014      | 1.227          | 1.347          | 0.375                               | 0.740                                  | 0.260       | 0.208                       |
| 55  | Malasia                         | 6.012      | 1.665          | 1.155          | 0.385                               | 0.659                                  | 0.222       | 0.122                       |
| 56  | Portugal                        | 5.968      | 1.758          | 1.356          | 0.537                               | 0.693                                  | 0.031       | 0.037                       |
| 57  | Corea del Sur                   | 5.951      | 1.853          | 1.188          | 0.603                               | 0.446                                  | 0.112       | 0.163                       |
| 58  | Grecia                          | 5.931      | 1.708          | 1.247          | 0.535                               | 0.248                                  | 0.008       | 0.097                       |
| 59  | Mauricio                        | 5.902      | 1.589          | 1.382          | 0.336                               | 0.574                                  | 0.121       | 0.110                       |
| 60  | Tailandia                       | 5.843      | 1.515          | 1.344          | 0.461                               | 0.624                                  | 0.291       | 0.013                       |
| 61  | Mongolia                        | 5.840      | 1.379          | 1.494          | 0.244                               | 0.425                                  | 0.239       | 0.058                       |
| 62  | Kirguistán                      | 5.825      | 1.061          | 1.439          | 0.417                               | 0.735                                  | 0.234       | 0.018                       |
| 63  | Moldavia                        | 5.819      | 1.425          | 1.302          | 0.375                               | 0.610                                  | 0.093       | 0.020                       |
| 64  | China                           | 5.818      | 1.510          | 1.249          | 0.468                               | 0.666                                  | 0.115       | 0.145                       |
| 65  | Vietnam                         | 5.763      | 1.349          | 1.212          | 0.381                               | 0.741                                  | 0.134       | 0.122                       |
| 66  | Paraguay                        | 5.738      | 1.428          | 1.427          | 0.392                               | 0.678                                  | 0.148       | 0.062                       |
| 67  | Montenegro                      | 5.722      | 1.537          | 1.385          | 0.424                               | 0.563                                  | 0.170       | 0.061                       |
| 68  | Jamaica                         | 5.703      | 1.305          | 1.329          | 0.411                               | 0.587                                  | 0.079       | 0.039                       |
| 69  | Bolivia                         | 5.684      | 1.240          | 1.187          | 0.329                               | 0.648                                  | 0.103       | 0.060                       |
| 70  | Rusia                           | 5.661      | 1.680          | 1.383          | 0.366                               | 0.449                                  | 0.120       | 0.091                       |
| 71  | Bosnia y Herzegovina            | 5.633      | 1.467          | 1.361          | 0.429                               | 0.485                                  | 0.247       | 0.008                       |
| 72  | Colombia                        | 5.630      | 1.455          | 1.213          | 0.486                               | 0.562                                  | 0.080       | 0.068                       |
| 73  | República Dominicana            | 5.569      | 1.536          | 1.227          | 0.351                               | 0.623                                  | 0.083       | 0.195                       |
| 74  | Ecuador                         | 5.559      | 1.343          | 1.173          | 0.476                               | 0.560                                  | 0.079       | 0.069                       |
| 75  | Perú                            | 5.526      | 1.390          | 1.153          | 0.499                               | 0.549                                  | 0.073       | 0.027                       |
| 76  | Filipinas                       | 5.523      | 1.238          | 1.108          | 0.286                               | 0.714                                  | 0.104       | 0.141                       |
| 77  | Bulgaria                        | 5.466      | 1.635          | 1.457          | 0.408                               | 0.557                                  | 0.106       | 0.013                       |
| 78  | Nepal                           | 5.360      | 0.979          | 1.027          | 0.281                               | 0.567                                  | 0.215       | 0.104                       |
| 79  | Armenia                         | 5.342      | 1.466          | 1.134          | 0.443                               | 0.551                                  | 0.053       | 0.160                       |
| 80  | Tayikistán                      | 5.330      | 0.972          | 1.248          | 0.291                               | 0.599                                  | 0.104       | 0.292                       |
| 81  | Argelia                         | 5.329      | 1.353          | 1.298          | 0.409                               | 0.252                                  | 0.073       | 0.152                       |
| 82  | Hong Kong                       | 5.308      | 1.951          | 1.201          | 0.702                               | 0.407                                  | 0.123       | 0.390                       |
| 83  | Albania                         | 5.277      | 1.449          | 0.951          | 0.480                               | 0.549                                  | 0.133       | 0.037                       |
| 84  | Indonesia                       | 5.277      | 1.384          | 1.169          | 0.314                               | 0.663                                  | 0.422       | 0.038                       |
| 85  | Sudáfrica                       | 5.275      | 1.417          | 1.428          | 0.149                               | 0.464                                  | 0.090       | 0.019                       |
| 86  | República del Congo             | 5.267      | 0.921          | 0.665          | 0.145                               | 0.464                                  | 0.134       | 0.136                       |
| 87  | Macedonia del Norte             | 5.254      | 1.498          | 1.171          | 0.408                               | 0.515                                  | 0.207       | 0.020                       |
| 88  | Venezuela                       | 5.211      | 0.000          | 1.257          | 0.341                               | 0.369                                  | 0.205       | 0.084                       |
| 89  | Laos                            | 5.111      | 1.232          | 0.853          | 0.257                               | 0.715                                  | 0.185       | 0.162                       |
| 90  | Georgia                         | 5.109      | 1.477          | 0.947          | 0.366                               | 0.539                                  | 0.000       | 0.201                       |
| 91  | Guinea                          | 5.072      | 0.844          | 0.776          | 0.072                               | 0.369                                  | 0.204       | 0.102                       |
| 92  | Ucrania                         | 5.071      | 1.358          | 1.354          | 0.355                               | 0.551                                  | 0.265       | 0.016                       |
| 93  | Costa de Marfil                 | 5.053      | 1.094          | 0.584          | 0.120                               | 0.467                                  | 0.138       | 0.131                       |
| 94  | Gabón                           | 5.035      | 1.438          | 1.021          | 0.183                               | 0.346                                  | 0.036       | 0.102                       |
| 95  | Nigeria                         | 4.981      | 1.065          | 1.007          | 0.092                               | 0.448                                  | 0.176       | 0.013                       |
| 96  | Camerún                         | 4.973      | 0.965          | 0.871          | 0.118                               | 0.405                                  | 0.144       | 0.059                       |
| 97  | Mozambique                      | 4.954      | 0.570          | 0.885          | 0.000                               | 0.625                                  | 0.161       | 0.192                       |
| 98  | Irak                            | 4.941      | 1.281          | 0.953          | 0.324                               | 0.351                                  | 0.134       | 0.038                       |
| 99  | Palestina                       | 4.908      | 1.144          | 1.309          | 0.292                               | 0.416                                  | 0.065       | 0.067                       |
| 100 | Marruecos                       | 4.903      | 1.236          | 0.535          | 0.337                               | 0.540                                  | 0.013       | 0.085                       |
| 101 | Irán                            | 4.876      | 1.465          | 1.102          | 0.411                               | 0.281                                  | 0.229       | 0.130                       |
| 102 | Senegal                         | 4.855      | 0.943          | 0.727          | 0.231                               | 0.519                                  | 0.142       | 0.060                       |
| 103 | Mauritania                      | 4.724      | 1.099          | 0.764          | 0.244                               | 0.320                                  | 0.130       | 0.195                       |
| 104 | Burkina Faso                    | 4.638      | 0.768          | 0.814          | 0.107                               | 0.419                                  | 0.188       | 0.113                       |
| 105 | Namibia                         | 4.631      | 1.289          | 1.126          | 0.145                               | 0.383                                  | 0.069       | 0.071                       |
| 106 | Turquía                         | 4.614      | 1.714          | 1.148          | 0.467                               | 0.125                                  | 0.095       | 0.096                       |
| 107 | Ghana                           | 4.605      | 1.101          | 0.756          | 0.197                               | 0.526                                  | 0.211       | 0.035                       |
| 108 | Pakistán                        | 4.555      | 1.081          | 0.657          | 0.158                               | 0.511                                  | 0.141       | 0.102                       |
| 109 | Níger                           | 4.501      | 0.561          | 0.628          | 0.137                               | 0.540                                  | 0.154       | 0.140                       |
| 110 | Túnez                           | 4.497      | 1.333          | 0.981          | 0.422                               | 0.259                                  | 0.022       | 0.016                       |
| 111 | Kenia                           | 4.487      | 1.051          | 0.881          | 0.190                               | 0.418                                  | 0.291       | 0.055                       |
| 112 | Sri Lanka                       | 4.442      | 1.422          | 1.224          | 0.426                               | 0.539                                  | 0.120       | 0.086                       |
| 113 | Uganda                          | 4.432      | 0.785          | 1.144          | 0.201                               | 0.425                                  | 0.197       | 0.051                       |
| 114 | Chad                            | 4.397      | 0.622          | 0.962          | 0.043                               | 0.393                                  | 0.255       | 0.088                       |
| 115 | Camboya                         | 4.393      | 1.025          | 1.024          | 0.283                               | 0.768                                  | 0.176       | 0.051                       |
| 116 | Benín                           | 4.374      | 0.924          | 0.242          | 0.124                               | 0.481                                  | 0.114       | 0.253                       |
| 117 | Birmania                        | 4.372      | 1.032          | 1.125          | 0.269                               | 0.460                                  | 0.400       | 0.194                       |
| 118 | Bangladés                       | 4.282      | 1.133          | 0.513          | 0.355                               | 0.617                                  | 0.139       | 0.165                       |
| 119 | Gambia                          | 4.279      | 0.761          | 0.614          | 0.174                               | 0.286                                  | 0.332       | 0.033                       |
| 120 | Malí                            | 4.198      | 0.763          | 0.637          | 0.106                               | 0.441                                  | 0.121       | 0.059                       |
| 121 | Egipto                          | 4.170      | 1.377          | 0.972          | 0.326                               | 0.467                                  | 0.038       | 0.250                       |
| 122 | Togo                            | 4.137      | 0.770          | 0.642          | 0.161                               | 0.367                                  | 0.149       | 0.136                       |
| 123 | Jordania                        | 4.120      | 1.292          | 0.980          | 0.438                               | 0.517                                  | 0.056       | 0.173                       |
| 124 | Etiopía                         | 4.091      | 0.793          | 1.114          | 0.250                               | 0.451                                  | 0.283       | 0.101                       |
| 125 | Liberia                         | 4.042      | 0.628          | 0.644          | 0.141                               | 0.471                                  | 0.219       | 0.071                       |
| 126 | India                           | 4.036      | 1.159          | 0.674          | 0.252                               | 0.685                                  | 0.175       | 0.111                       |
| 127 | Madagascar                      | 4.019      | 0.632          | 0.779          | 0.178                               | 0.187                                  | 0.177       | 0.134                       |
| 128 | Zambia                          | 3.982      | 0.914          | 0.890          | 0.095                               | 0.545                                  | 0.189       | 0.080                       |
| 129 | Tanzania                        | 3.694      | 0.836          | 0.787          | 0.214                               | 0.607                                  | 0.234       | 0.269                       |
| 130 | Comoras                         | 3.545      | 0.914          | 0.327          | 0.215                               | 0.117                                  | 0.129       | 0.145                       |
| 131 | Malaui                          | 3.495      | 0.637          | 0.479          | 0.189                               | 0.490                                  | 0.139       | 0.129                       |
| 132 | Botsuana                        | 3.435      | 1.471          | 1.041          | 0.087                               | 0.480                                  | 0.021       | 0.071                       |
| 133 | República Democrática del Congo | 3.207      | 0.531          | 0.784          | 0.105                               | 0.375                                  | 0.183       | 0.068                       |
| 134 | Zimbabue                        | 3.204      | 0.758          | 0.881          | 0.069                               | 0.363                                  | 0.112       | 0.117                       |
| 135 | Sierra Leona                    | 3.138      | 0.670          | 0.540          | 0.092                               | 0.371                                  | 0.193       | 0.051                       |
| 136 | Líbano                          | 2.392      | 1.417          | 0.476          | 0.398                               | 0.123                                  | 0.061       | 0.02                        |
| 137 | Afganistán                      | 1.859      | 0.645          | 0.000          | 0.087                               | 0.000                                  | 0.093       | 0.059                       |